# Cucina mauritana

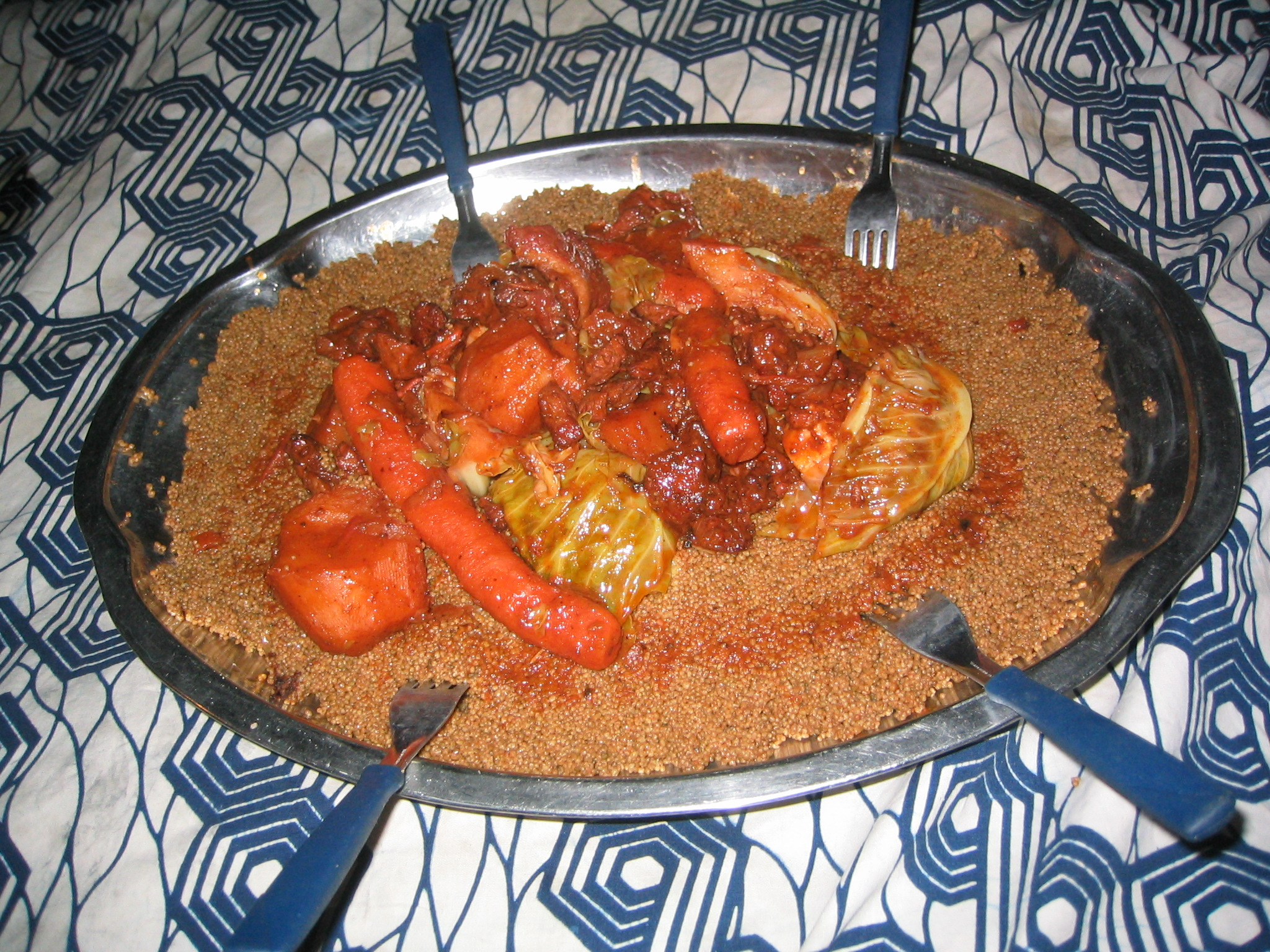
Cuscus di cammello

La cucina mauritana comprende le abitudini culinarie della Mauritania. Pur trovandosi nell'Africa occidentale, il paese condivide la propria cultura culinaria con le tribù nomadi del Sahara e con i paesi del sud come il Senegal. Vi è anche una forte influenza della cucina francese, lascito del periodo coloniale.
Gli alimenti fondanti della dieta mauritana sono il riso, che accompagna numerosi piatti, e il pesce, che viene solitamente essiccato. L'agnello è il tipo di carne più comune, mentre i datteri sono fonte di calorie e di minerali e vengono consumati a fine pranzo oppure come snack. La cucina mauritana varia a seconda del gruppo etnico e della regione che si prende in considerazione: nelle aree settentrionali si consuma più carne e i piatti risultano più semplici rispetto alle coste meridionali popolate dai mori, i quali storicamente hanno sempre fatto affidamento su prodotti importati che non necessitavano di coltivazione.
Nelle oasi e negli allevamenti del Sahel vengono impiegate più frutta e verdura. Gli alimenti a base di carboidrati comuni in tutto il paese sono cuscus, riso, miglio, patate, patate dolci, mentre il prodotto caseario più diffuso è il latte di cammello.

## Piatti principali

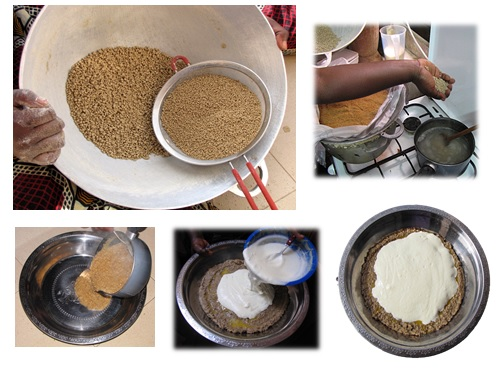
Preparazione del lakh

Di seguito sono elencati alcuni piatti nazionali della Mauritania:
- Al-aïch: cuscus di pollo e fagioli
- Pudding di avocado
- Bonava: uno stufato di agnello
- Bulgur: cereale servito con frutta secca
- Carne di cammello: viene preparata in occasione di ricorrenze. Dopo la marinatura viene cotta a fuoco lento anche per diversi giorni
- Chubbagin di cammello: uno stufato di cammello e verdure che accompagna il riso
- Carri Jacques: uno stufato di vitello e verdure (solitamente giaca) con curry
- Cherchem: cuscus di agnello
- Chubbagin Lélé et Raabie: uno stufato di verdure e pesce
- Hakko: una salsa a base di foglie di fagioli che si versa sul cuscus
- Harira: una zuppa mauritana
- Lakh: un porridge fatto di miglio e yogurt con cocco grattugiato